# Урошевина
Урошевина је насеље у општини Мојковац у Црној Гори. Према попису из 2003. било је 460 становника (према попису из 1991. било је 495 становника).

## Демографија
У насељу Урошевина живи 344 пунолетна становника, а просечна старост становништва износи 35,3 година (34,0 код мушкараца и 36,9 код жена). У насељу има 131 домаћинство, а просечан број чланова по домаћинству је 3,51.
Становништво у овом насељу веома је хетерогено.
|  |

| Демографија | Демографија | Демографија |
| Година      | Становника  | Становника  |
| ----------- | ----------- | ----------- |
|             |             |             |
|             |             |             |
|             |             |             |
|             |             |             |
| 1948.       | 50          |             |
| 1953.       | 124         |             |
| 1961.       | 214         |             |
| 1971.       | 298         |             |
| 1981.       | 435         |             |
| 1991.       | 495         | 490         |
| 2003.       | 469         | 460         |
|             |             |             |

| Етнички састав према попису из 2003.‍ | Етнички састав према попису из 2003.‍ | Етнички састав према попису из 2003.‍ | Етнички састав према попису из 2003.‍ | Етнички састав према попису из 2003.‍ |
| ------------------------------------ | ------------------------------------ | ------------------------------------ | ------------------------------------ | ------------------------------------ |
|                                      |                                      |                                      |                                      |                                      |
| Црногорци                            | Црногорци                            |                                      | 248                                  | 53,91%                               |
| Срби                                 | Срби                                 |                                      | 181                                  | 39,34%                               |
| непознато                            | непознато                            |                                      | 1                                    | 0,21%                                |

| Година пописа     | 1948. | 1953. | 1961. | 1971. | 1981. | 1991. | 2003. |
| ----------------- | ----- | ----- | ----- | ----- | ----- | ----- | ----- |
| Број домаћинстава | 0     | 0     | 0     | 0     | 0     | 0     | 132   |

| Број чланова      | 1   | 2  | 3  | 4  | 5  | 6  | 7 | 8 | 9 | 10 и више | Просек |
| ----------------- | --- | -- | -- | -- | -- | -- | - | - | - | --------- | ------ |
| Број домаћинстава | 131 | 16 | 25 | 21 | 33 | 23 | 9 | 3 | 0 | 1         | 0      |

| Пол    | Укупно | Неожењен/Неудата | Ожењен/Удата | Удовац/Удовица | Разведен/Разведена | Непознато |
| ------ | ------ | ---------------- | ------------ | -------------- | ------------------ | --------- |
| Мушки  | 201    | 87               | 102          | 10             | 2                  | 0         |
| Женски | 172    | 41               | 102          | 25             | 4                  | 0         |
| УКУПНО | 373    | 128              | 204          | 35             | 6                  | 0         |

| Пол    | Укупно                    | Пољопривреда, лов и шумарство | Рибарство                            | Вађење руде и камена | Прерађивачка индустрија       |
| ------ | ------------------------- | ----------------------------- | ------------------------------------ | -------------------- | ----------------------------- |
| Мушки  | 58                        | 13                            | 0                                    | 0                    | 8                             |
| Женски | 27                        | 6                             | 0                                    | 0                    | 2                             |
| УКУПНО | 85                        | 19                            | 0                                    | 0                    | 10                            |
| Пол    | Производња и снабдевање   | Грађевинарство                | Трговина                             | Хотели и ресторани   | Саобраћај, складиштење и везе |
| Мушки  | 1                         | 2                             | 3                                    | 2                    | 12                            |
| Женски | 2                         | 0                             | 7                                    | 4                    | 0                             |
| УКУПНО | 3                         | 2                             | 10                                   | 6                    | 12                            |
| Пол    | Финансијско посредовање   | Некретнине                    | Државна управа и одбрана             | Образовање           | Здравствени и социјални рад   |
| Мушки  | 0                         | 0                             | 14                                   | 1                    | 0                             |
| Женски | 0                         | 0                             | 3                                    | 3                    | 0                             |
| УКУПНО | 0                         | 0                             | 17                                   | 4                    | 0                             |
| Пол    | Остале услужне активности | Приватна домаћинства          | Екстериторијалне организације и тела | Непознато            | Непознато                     |
| Мушки  | 1                         | 0                             | 0                                    | 1                    | 1                             |
| Женски | 0                         | 0                             | 0                                    | 0                    | 0                             |
| УКУПНО | 1                         | 0                             | 0                                    | 1                    | 1                             |